# Мрак филм
Мрак филм (енгл. Scary Movie) је америчка филмска пародија из 2000. године, режисера Кинена Ајворија Вејанса, према сценарију који су написали Шон Вејанс, Марлон Вејанс, Бади Џонсон, Фил Боман, Џејсон Фридберг и Арон Зелцер. Главне улоге тумаче Ана Фарис, Реџина Хол, Марлон Вејанс, Шон Вејанс, Џон Ејбрахамс, Шенон Елизабет и Дејв Шеридан. Филм прати групу тинејџера који су аутомобилом случајно ударили човека, бацили његово тело у језеро и никада више о томе нису причали. Годину дана касније, неко ко носи маску Гоустфејса почиње да их убија једно по једно.
Мрак филм је пародија неколико филмских жанрова као што су хорор, слешер, и мистерија. Неколико филмова и телевизијских серија из 1990-их су пародирани у овом филму, а сценарио првенствено прати радњу слешер филмова Врисак (1996), Врисак 2 (1997) и Знам шта сте радили прошлог лета (1997). Филмови Шесто чуло (1999), Вештица из Блера (1999), Ноћ вештица (1978), Матрикс (1999), Исијавање (1980) и Дежурни кривци (1995) такође су пародирани у појединим сценама.
Филм је изашао у америчким биоскопима 7. јула 2000. године. Зарадио је 278 милиона долара широм света, наспрам буџета од 19 милиона долара. Прате га четири наставка: Мрак филм 2 (2001), Мрак филм 3 (2003), Мрак филм 4 (2006), Мрак филм 5 (2013) и Мрак филм 6 (2026).

## Радња
Осамнаестогодишња Дру Декер (Кармен Електра) добија телефонски позив док је једне ноћи била сама кући. Дру тада напада неко прерушен у Гоустфејса, који покушава да је убије, али она бежи. Њу потом удара ауто њеног оца, који је није видео, те она пада и Гоустфејс је убија.
Следећег дана Синди Кембел (Ана Фарис) се среће са својим дечком Бобијем (Џон Абрахамс) и пријатељима Брендом (Реџина Хол), Рејем (Шон Вејанс), Грегом (Локлин Манро), Бафи (Шенон Елизабет) и Шортијем (Марлон Вејанс). Неколико новинарских тимова, укључујући репортерку Гејл Хејлсторм (Чери Отери), долазе у школу због Друиног убиства. Гејл се удвара Бафином ментално поремећеном брату Дуфију (Дејв Шеридан), да би добила информације о убиству.
Док је Синди на часу, налази на поруку у којој пише: „Знам шта сте радили прошле Ноћи вештица”. Синди се сећа да је Дру убијена тачно годину дана од када су она и њени пријатељи случајно убили човека током вожње аутомобилом. На избору за лепотицу, Грега је убио Гоустфејс, док Бафи плаче и моли за помоћ, али сви присутни у публици мисле да она глуми. Због тога Бафи побеђује, и заборавља на Грега док слави своју победу.
Кад је Синди отишла кућу, њу напада Гоустфејс. Синди се потом закључава у своју собу и зове полицију, а Гоустфејс нестаје. Боби тада долази код Синди и у том тренутку му из џепа испадају црне рукавице и телефон, због чега Синди помишља да је он убица. Бобија тада хапсе и одводе у полицијску станицу. Након тога Синди преспава код Бафи и Дуфија. Док је била тамо, примила је позив од Гоустфејса, па Синди схвата да је Боби невин.
Следећег јутра, Бобија пуштају из затвора. У међувремену Бафи игнорише Синдина упозорења о Гоустфејсу, и док је била у школи Гоустфејс јој сатаром одсече главу, након чега она још остаје жива. Гоустфејс због тога баца Бафину главу у канту за изгубљено-нађено. Те ноћи Бренда и Реј у биоскопу гледају филм Заљубљени Шекспир. Док је био у тоалету Реја је Гоустфејс пробоо ножем у уво. Гоустфејс је тада кренуо да убије Бренду, али љути гледаоци убијају Бренду, пре него што је Гоустфејс то могао да уради.
У међувремену Синди у кући организује журку, надајући се да је сигурнија у гомили. За то време она и Боби воде љубав у Синдиној соби. Након тога долази Гоустфејс и убада Бобија ножем и нестаје. Синди тада узима пиштољ, и са рањеним Бобијем силази до врата. Hадувани Шорти долази из подрума и говори да је убица у кући. Боби тад узима пиштољ од Синди и упуца Шортија, који умире. Реј се у том тренутку појављује у кући жив.
Боби и Реј тада одводе Синди у кухињу и говоре јој како планирају да убију њу и њеног оца, говорећи јој да они нису Гоусфејс, него да га само копирају. Говоре јој и да хоће да изгледају као хероји тако што ће пошто је убију, да убију један другог. Реј прво убија Бобија, зато што је његова омиљена серија Браћа Вејанс отказана. Гоустфејс долази у том тренутку и убија Реја. Он и Синди се тада боре и Синди га избацује кроз прозор користећи Матрикс покрете. Гоустфејс бежи, пре него што је полиција стигла.
У полицијској станици Синди и Шериф откривају да је Дуфи, једина особа која је знала за човека ког су убили аутом, и који се правио да је поремећен, заправо убица. Дуфи у том тренутку бежи заједно са Гејл. Синди у том тренутку излази на улицу и вришти, и тад је удари ауто.

## Улоге
| Глумац         | Улога          |
| -------------- | -------------- |
| Ана Фарис      | Синди Кембел   |
| Реџина Хол     | Бренда Микс    |
| Марлон Вејанс  | Шорти Микс     |
| Шон Вејанс     | Реј Вилкинс    |
| Џон Ејбрахамс  | Боби Лумис     |
| Шенон Елизабет | Бафи Гилмор    |
| Локлин Манро   | Грег Кокс      |
| Дејв Шеридан   | Дуфи Гилмор    |
| Чери Отери     | Гејл Хејлсторм |
| Курт Фулер     | Шериф          |
| Кармен Електра | Дру Декер      |
| Рик Дукоман    | Нил Кембел     |

## Пародије
У филму су пародирани филмови:
- Врисак (1996)
- Врисак 2 (1997)
- Врисак 3 (2000)
- Знам шта сте радили прошлог лета (1997)
- Шесто чуло (1999)
- Вештица из Блера (1999)
- Ноћ вештица (1978)
- Исијавање (1980)
- Матрикс (1999)
- Дежурни кривци (1995)

## Пријем
Мрак филм је добио помешане рецензије критичара. Сајт Rotten Tomatoes му је дао рејтинг 53% и просечну оцену 5,5/10. Без обзира на то, филм је имао велики комерцијални успех, са буџетом од 19 милиона долара зарадио је 278 милиона долара широм света.